# جانيت أتشيرش
جانيت أتشيرش (17 يناير 1864 – 11 سبتمبر 1916) هي ممثلة مسرح إنجليزية راحلة. مثّلت لأول مرة في لندن عام 1883. لعبت العديد من الأدوار الشكسبيرية، لكنها اشتهرت بكونها رائدة في الأدوار الرئيسية في أعمال هنريك إبسن وجورج برنارد شو. كان أبرز دور لها هو دور نورا في أول إنتاج إنجليزي لبيت الدمية (بالإنجليزية: A Doll's House)‏ (1889). كانت متزوجة من الممثل تشارلز شارينجتون.

## التقاعد والوفاة
كان آخر أداء لها في عام 1913 في دور ميريت بيري في فيلم الساحرة (بالإنجليزية: The Witch)‏ لويرس جنسن. وبسبب الإرهاق والمرض، أعلنت تقاعدها بمجرد إغلاق الإنتاج. توفيت بسبب «تسمم المورفين» في 11 سبتمبر 1916، عن عمر يناهز 52 عامًا، في فينتنور، جزيرة وايت.